# Jack Mower
Jack Mower est un acteur américain, né à Honolulu (Hawaï), le 5 septembre 1890 et mort à Hollywood (Californie), le 6 janvier 1965. Il est apparu dans 526 films entre 1914 et 1962.

## Filmographie partielle
- 1918 : Une femme d'attaque (Fair Enough) de Edward Sloman : Carey Phelan
- 1919 : Jackie la petite foraine (Molly of the Follies) de Edward Sloman : Joe Holmquist
- 1919 : L'Enlèvement de Miss Maud (The Island of Intrigue) de Henry Otto : Gilbert Spear
- 1921 : Silent Years de Louis Gasnier : Tom Gavot
- 1922 : Le Détour (Saturday Night) de Cecil B. DeMille : Tom McGuire
- 1922 : Le Réquisitoire (Manslaughter) de Cecil B. DeMille : Drummond
- 1922 : La Justicière (The Crimson Challenge) de Paul Powell : Billy
- 1923 : La Terre a tremblé (The Shock) de Lambert Hillyer : Jack Cooper
- 1927 : La Case de l'oncle Tom (Uncle Tom's Cabin) de Harry A. Pollard : Mr Shelby
- 1928 : Comment on les mate ! (The Water Hole) de F. Richard Jones : Mojave
- 1928 : The Air Patrol de Bruce M. Mitchell : Michael Rovere
- 1932 : L'Express fantôme (The Phantom Express) de Emory Johnson : un chef de gang
- 1935 : Le Cavalier miracle (The Miracle Rider) de B. Reeves Eason et Armand Schaefer : Buffalo Hunter dans le prologue
- 1937 : Men in Exile de John Farrow : le capitaine du navire
- 1937 : La Révolte (San Quentin) de Lloyd Bacon : homme en voiture
- 1937 : Sous-marin D-1 (Submarine D-1) de Lloyd Bacon : un officier
- 1938 : The Invisible Menace de John Farrow : Sergent Peterson
- 1938 : Une enfant terrible (Hard to Get) de Ray Enright : Schaff
- 1938 : Comet Over Broadway de Busby Berkeley
- 1938 : Menaces sur la ville (Racket Busters) de Lloyd Bacon : homme en civil (non crédité)
- 1939 : Le Retour du docteur X (The Return of Doctor X) de Vincent Sherman : Le policier gardant la chambre
- 1939 : Hommes sans loi (King of the Underworld) de Lewis Seiler : rôle non crédité
- 1939 : En surveillance spéciale (Invisible Stripes) de Lloyd Bacon : détective escortant les condamnés (non crédité)
- 1940 : Torrid Zone de William Keighley : McNamara
- 1940 : Three Cheers for the Irish de Lloyd Bacon : une personne au rassemblement (non crédité)
- 1941 : L'Amour et la Bête (The Wagons Roll At Night) de Ray Enright : Bundy
- 1941 : Million Dollar Baby de Curtis Bernhardt : Charlie
- 1942 : Wings for the Eagle de Lloyd Bacon : un travailleur (non crédité)
- 1942 : Le Caïd (The Big Shot) de Lewis Seiler : rôle non crédité
- 1943 : Destination Tokyo de Delmer Daves : Aide de camp de l'amiral
- 1944 : Révolte dans la vallée (Roaring Guns) de Jean Negulesco : Jim
- 1947 : L'Homme que j'aime (The Man I Love) de Raoul Walsh : sergent de bureau
- 1950 : Corruption (The Underworld Story) de Cy Endfield : le père de Diane Stewart aux funérailles (rôle non crédité)
- 1952 : The Story of Will Rogers de Michael Curtiz : conducteur
- 1952 : Le Bal des mauvais garçons (Stop, You're Killing Me) de Roy Del Ruth : un invité à la fête (rôle non crédité)
- 1953 : Le Déserteur de Fort Alamo (The Man from Alamo) de Budd Boetticher : Un patriote texan
- 1963 : Ma femme est sans critique (Critic's Choice) de Don Weis : membre du public